# 羅梅羅岩
羅梅羅岩（英語：Romero Rock），是南極洲的岩石，位於特里尼蒂半島附近，屬於迪羅克群島的一部分，處於薩韋德拉岩以西0.2公里，現時由南極條約體系管理。